# Глубочинское водохранилище
Глубочинское водохранилище (вариант: пруд Глубоченский) — водохранилище на реке Глубокой (бассейн реки Чусовой) в Полевском городском округе Свердловской области. Создано в XIX веке для обеспечения водой металлургических заводов в городе Полевском.

## История создания
Строительство Северских и Полевских заводов в XVIII веке началось с сооружения заводских прудов на реке Полевой. Однако в середине XIX века воды заводам уже не хватало, и было решено построить плотину на речке Глубокой в месте слияния её с Каменушкой, а накопленную воду направлять по подземному водосбросу, затем каналу и реке Светлая в Полевской пруд. По проекту инженера подполковника Ф. А. Хвощинского, управляющего заводами Д. П. Соломирского, были построены: плотина, длиной до 800 и шириной у основания 30 метров, подземный тоннель длиной более версты (1780 м), проходящий через гору, затем открытый канал длиной более 4 вёрст. Строительство началось в 1876 году и велось 11 лет.
Проходка тоннеля велась долблением «на звук». Было прорыто 11 колодцев, расположенных в 25 — 100 м один от другого. Каждый из них имел ширину одну сажень (2×2 м), глубина была различной, до 17 метров. В колодцах устанавливался сруб из лиственницы, после чего эти колодцы соединялись между собой при помощи подземной штольни. Земля поднималась на поверхность бадьями и использовалась на засыпку плотины. Штольня также укреплялась срубом из толстых брёвен лиственницы.
Подземные штольни, ставшие смотровыми колодцами, и водоводный канал используются до настоящего времени, ремонт проводился лишь дважды: в 1961 году (тоннель) и в 1965 (плотина). В начале 1960-х годов был построен новый бетонный тоннель большего сечения, но по другой трассе: новый тоннель всего 900 метров в длину.

## Описание
Пруд расположен в 9 км от Полевского завода, между гор Уфалейского хребта Пихтовая (548 м) на западе и Осиновая (532 м) на юге. Вытянут с запада на восток, в местах впадения речек Глубокая и Каменка (Каменушка) имеет два небольших залива. Глубокая продолжается от плотины на юго-восточном берегу, а от восточного берега пруда отходит тоннель, а затем канал, по которым вода поступает в речку Светлую и Верхний пруд на реке Полевой. Большая часть берегов низменна и заболочена, участки высокого берега (преимущественно вблизи плотины) покрыты темнохвойным лесом (ель, пихта). Ихтиофауна пруда характерна для рек бассейна Чусовой, он богат рыбой — окунь, щука, налим.
На берегах пруда расположены детский лагерь «Лесная сказка», базы отдыха «Глубочинский Хутор» и «Дом рыбака» и «Молодежная».

## Охранный статус
Пруд является памятником природы и памятником истории.
Статус памятника природы (вместе с окружающими лесами, общей площадью 450 га) впервые получил в 1975 году, в дальнейшем уровень охраны и площадь памятника менялись. По состоянию на 2020 год является памятником природы областного значения. Постановлением правительства Свердловской области от 16.04.2020 № 250-ПП границы охраняемой территории установлены по береговой линии водохранилища, определяемой по нормальному подпорному уровню воды, площадь памятника 174 га.